# Pleurothallis triangulabia
Pleurothallis triangulabia là một loài thực vật có hoa trong họ Lan. Loài này được C. Schweinf. miêu tả khoa học đầu tiên năm 1937.